# Bernefour
Bernefour – polski herb szlachecki z indygenatu.

## Opis herbu
Opis zgodnie z klasycznymi regułami blazonowania:
W polu błękitnym krzyż skośny srebrny, wycięty liniami łukowymi.
Klejnot: Nad hełmem bez korony, na zwiniętej chuście srebrno-błękitnej dwa skrzydła orle - z prawej srebrne, z lewej błękitne.

## Historia herbu
Zatwierdzony w 1685 r. idygenatem dla Gaspara Josta de Bernefour z Westfalii, pułkownika gwardii królewskiej – za udział w licznych bitwach.

## Herbowni
Bernefour.